# Villa Bel Respiro
La villa Bel Respiro est une villa éclectique située dans la commune de Sanremo en Italie.

## Histoire
Conçue par l'architecte Pio Soli, la villa est construite en 1893. La propriété appartient pendant quelque temps à un collectionneur d'antiquités britannique, puis est achetée en 1918 par le comte Paolo Ruggeri Laderchi, qui y organise pendant les années 1930 des fréquentes réceptions avec les plus importantes personnalités de visite à Sanremo. La villa lui appartient jusqu'à sa mort, en 1940.
Dès 1953, elle abrite le siège de l'Institut expérimental pour la floriculture.

## Description
La villa présente un style éclectique avec des influences néo-renaissance. Le bâtiment est caractérisé par la présence d'ailes saillantes, loggias et terrasses.

## Galerie d'images

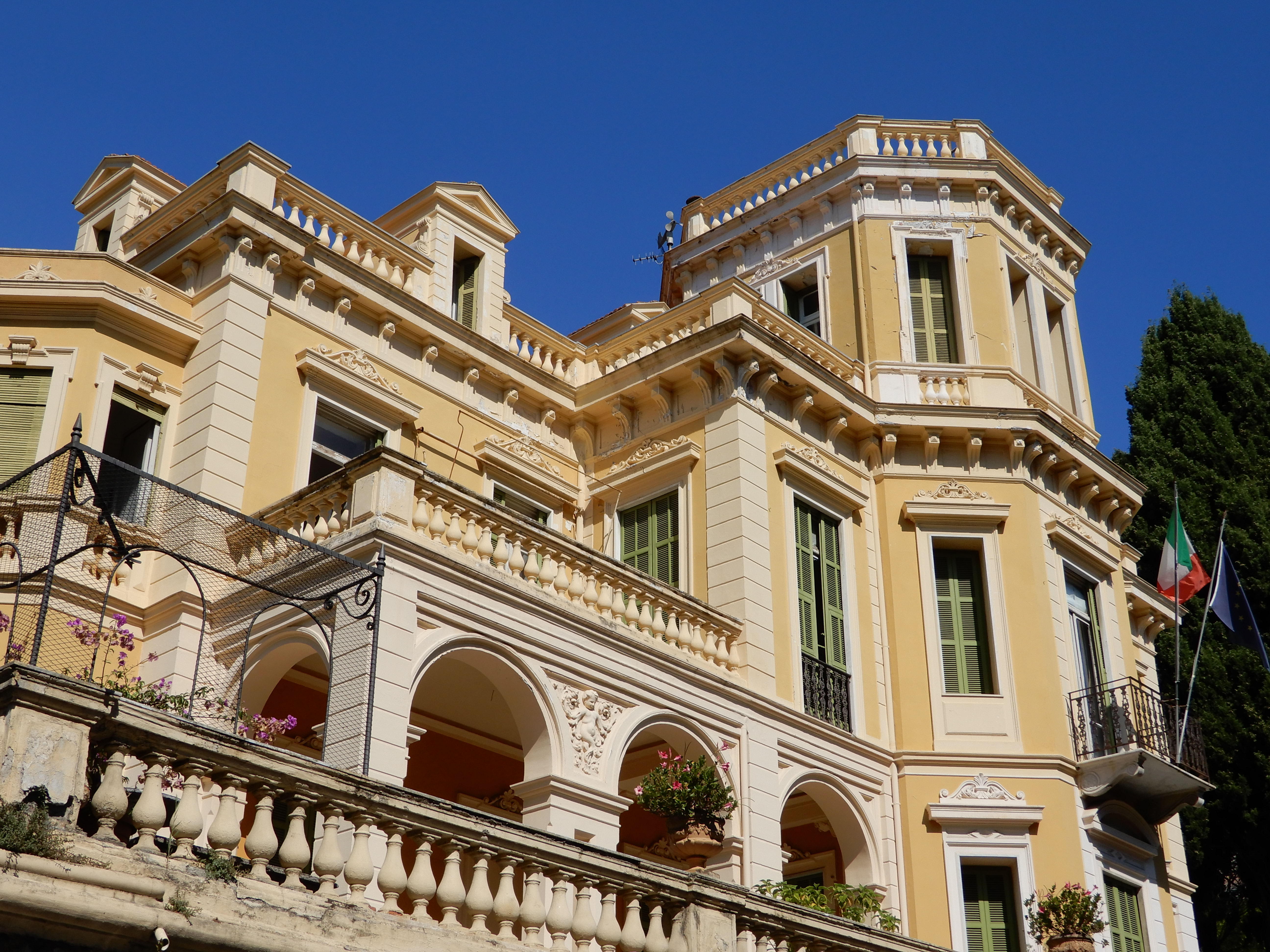
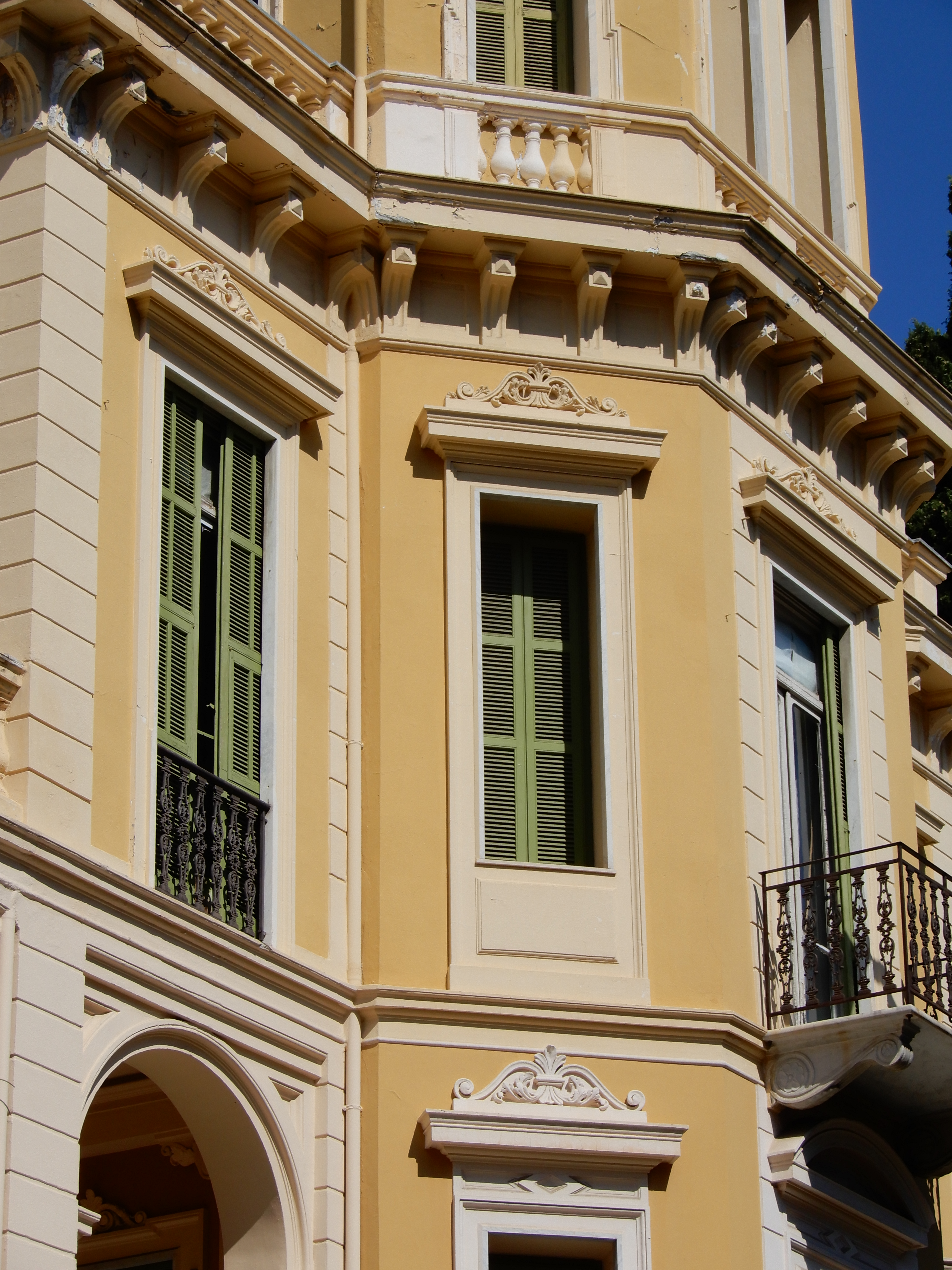
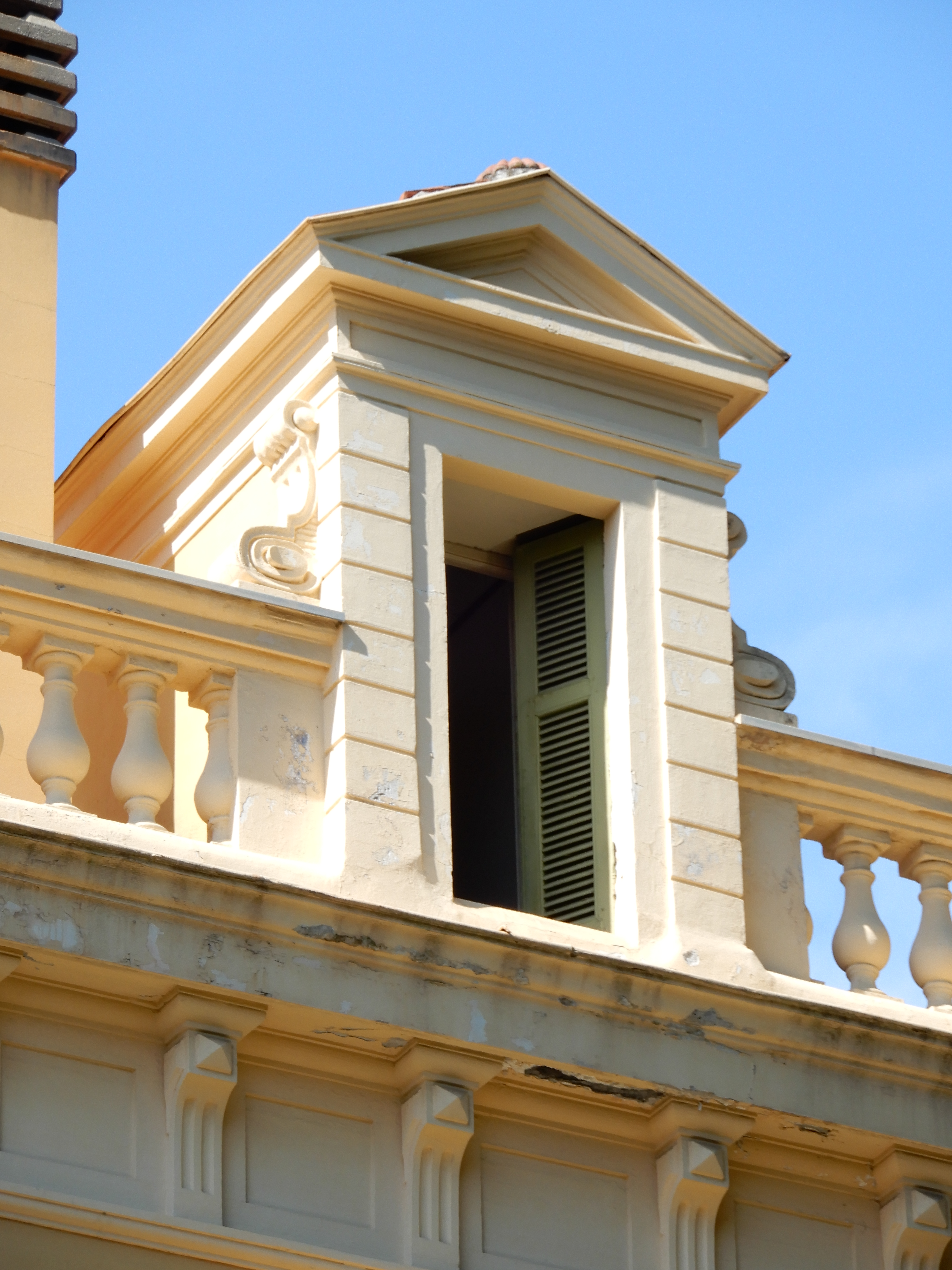